# Weltraum-Flugsimulation

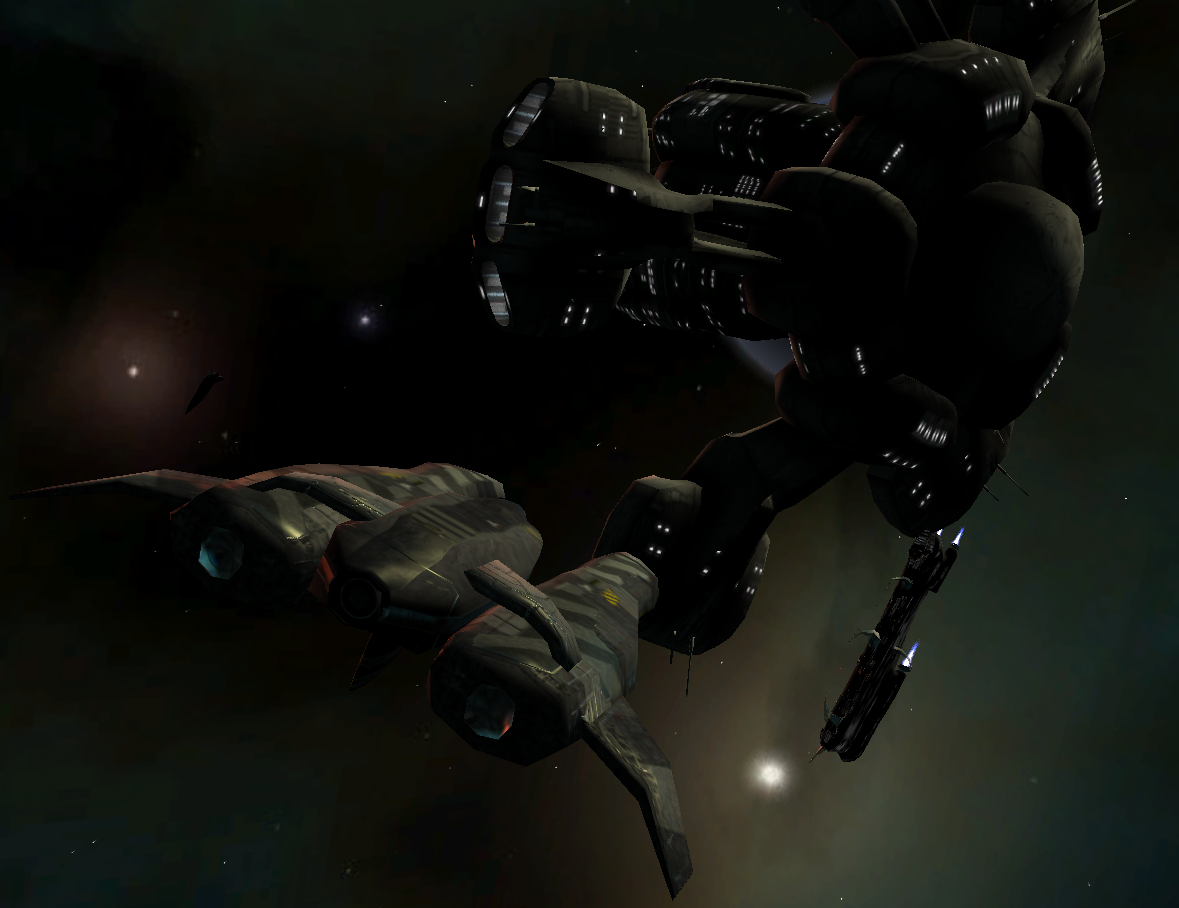
Vega Strike, eine aktuelle, freie 3D-Weltraumsimulation: ein Raumschiff der Llama-Klasse dockt an eine Minenbasis an (Stand 2008)

Die Weltraum-Flugsimulation ist ein Computerspielgenre und eine Sonderform der Flugsimulation, in denen der Spieler ein Raumschiff steuert. Neben actionreichen Kampfsimulationen und solchen, die daneben auch Handels- und Erkundungsaspekte beinhalten, existieren stärker auf Realismus ausgelegte Programme, die ohne Kämpfe auskommen. Weltraum-Flugsimulationen sind zu unterscheiden von weltraumbasierten Shoot ’em ups, die eine Side-Scrolling- oder Vogelperspektive verwenden.

## Unterkategorien

### Kampfsimulation
Weltraum-Kampfsimulationen beinhalten eine futuristische Simulation des Weltraumflugs einschließlich Raumgefechten, im Gegensatz zu gegenwärtigen und auf Realismus ausgelegten Raumflugsimulationen anderer Computersimulationen. In solchen Spielen übernimmt der Spieler üblicherweise die Kontrolle über einen kleinen Raumjäger oder ein kleineres Raumschiff einer militärischen Gruppierung. Bekannte Serien und Spiele wie Wing Commander, X-Wing, Freespace und Tachyon: The Fringe nutzen allesamt diese Herangehensweise. Ausnahmen dieser Regel, wie das erste Independence War und Star Trek: Bridge Commander, setzen auf größere Maßstäbe und/oder eine eher strategische Ausrichtung des Spielprinzips.
Weltraum-Kampfsimulationen sind tendenziell missionsbasiert, im Gegensatz zu der eher auf Offenheit ausgelegten Spielweise der Handels- & Kampfsimulationen.

### Handels- & Kampfsimulation

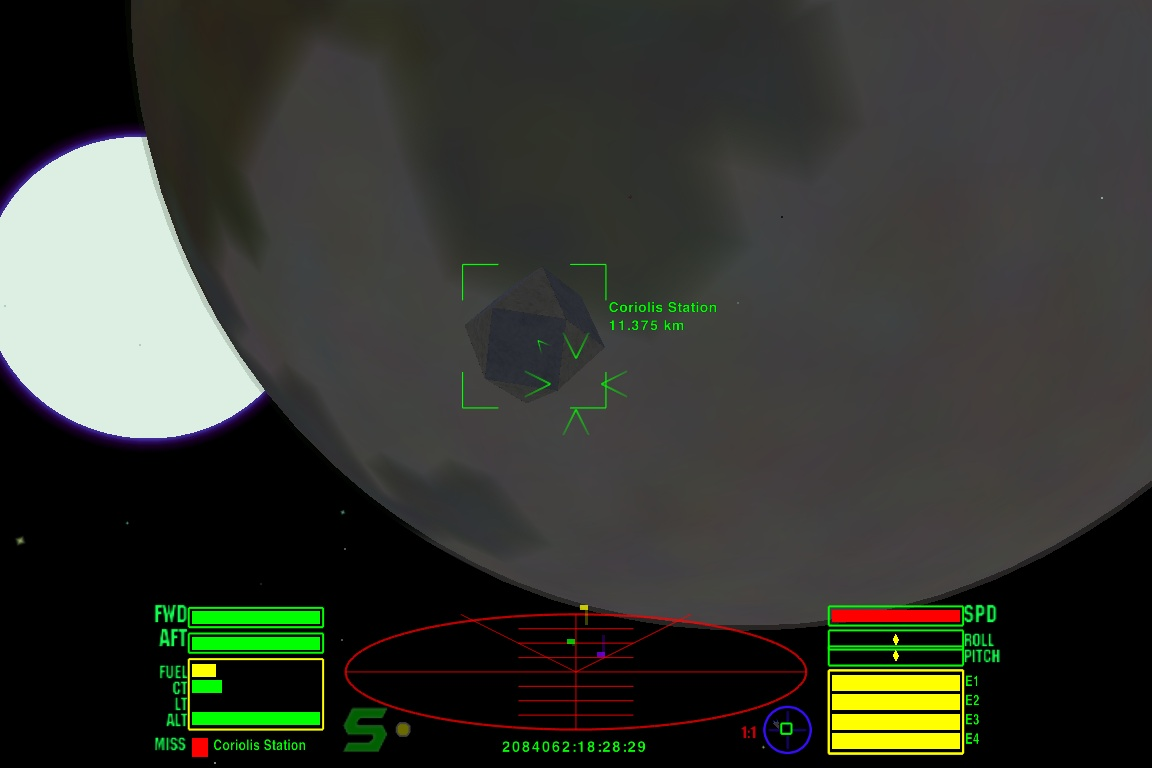
Screenshot von Oolite, einem repräsentativen Elite-Klon, Grafik und Texturen jedoch höher aufgelöst als im Original

Das Spielprinzip der Weltraum-Handels- & Kampfsimulationen, das sich seit ihrer Entstehung wenig verändert hat, versetzt den Spieler üblicherweise in die Rolle eines Piloten von geringem Rang, mit wenig Geld und einem kleinen bewaffneten Transportraumschiff. Ziel des Spielers ist, sich durch Handel, Erkundung, Weltraumkämpfe und weiterer Spieloptionen einen Ruf und bessere Ausrüstung zu erarbeiten. Bekannte Beispiele sind Elite, Wing Commander: Privateer und Freelancer.
In einigen Spielen spielt die Handlung nur eine untergeordnete Rolle und es wird maximal ein loser Handlungsrahmen vorgegeben, wie in einigen Spielen der X-Serie. Spieler können die Handlung ignorieren oder sogar deaktivieren und stattdessen in einem Sandbox-Modus spielen. Viele Spiele dieses Genres legen einen Schwerpunkt auf einen großangelegten Konflikt zwischen mehreren Parteien, was zu vielen kleineren, missionsgetriebenen Nebenhandlungen führt, die die Spannungsverhältnisse innerhalb der Galaxie enthüllen.
Spiele dieses Typs lassen dem Spieler häufig die Wahl zwischen mehreren Lösungswegen und wie er seine Rolle spielen möchte. Es handelt sich um einen besonders populären Aspekt des Spiels. Eine geringe, beziehungsweise zu stark eingeschränkte Entscheidungsfreiheit, etwa durch vorgeskriptete Ereignisse, oder eine lediglich oberflächlich umgesetzte Entscheidungsfreiheit gelten als Kritikpunkte. So wurde an Freelancer bemängelt, dass es in seiner Erzählstruktur zu starr sei, wurde in einem Fall sogar negativ mit Grand Theft Auto verglichen, eine ebenfalls für ihr offenes Spielprinzip gelobte Actionserie.
Kernelement aller Handels- & Kampfsimulationen sind die direkte Kontrolle über ein üblicherweise bewaffnetes Raumschiff, das aus unterschiedlichen Gründen von einem Punkt der Spielwelt zu einem anderen navigiert wird. Die fortschreitende Technik ermöglichte mit der Zeit einen immer stärkeren Ausbau des Spielprinzips, etwa durch ein dynamisches Wirtschaftssystem, kooperativen Mehrspieler-Modus und realistisches Flugverhalten gemäß physikalischer Vorgaben, doch das Kernprinzip blieb über die Jahre unverändert. Jüngere Spiele wie etwa EVE Online konnten durch die gleichzeitige Einbindung tausender Onlinespieler verstärkt den Eindruck eines „lebendigen Universums“ vermitteln – ein lang gehegter Traum seit den Anfangstagen des Genres.
Vertreter einer speziellen Untergattung der Weltraum-Handelssimulationen haben sämtliche Kampfelemente gestrichen und konzentrieren sich stattdessen ausschließlich auf Handel und wirtschaftliche Tätigkeiten.

### Realistische Simulationen
Neben den Spielen der zuvor genannten Kategorien existieren stärker auf Realismus ausgelegte Programme, die ohne Kämpfe auskommen. Beispiele hierfür sind Orbiter, Microsoft Space Simulator und Kerbal Space Program.

## Bedienung
Die meisten Weltraum-Flugsimulationen auf dem PC erlauben dem Spieler die Nutzung einer Kombination aus einer WASD-Tastatur- und Maussteuerung. Spiele wie Microsofts Freelancer nutzen dieses Steuerungssystem sogar exklusiv. Auf Spielkonsolen kommt der jeweilige Gamecontroller zum Einsatz. Das unter Genreliebhabern bei weitem beliebteste Eingabegerät war jedoch lange Zeit der Joystick. Obwohl viele Fans diese Eingabemethode weiterhin bevorzugen, zwangen Kostenaufwand und Zweckmäßigkeit viele Spieler zur Verwendung einer Tastatur-Maus-Kombination oder, je nach Plattform und sofern unterstützt, eines Gamepads. Die mangelnde Unterstützung durch die Mehrzahl heutiger Spiele machen aus dem Joystick zunehmend einen Anachronismus, obwohl einige Controller-Designs und vereinfachte Steuerungsmethoden die Hoffnung erwecken, dass Weltraumsimulationen zukünftig auf Spielekonsolen wieder in ihrer vollen Kapazität spielbar sein könnten. Tatsächlich wurde X³: Reunion, das oftmals zu den eher sperrigen und schwieriger zu meisternden Weltraum-Flugsimulationen gezählt wird, ursprünglich für die Xbox geplant, später jedoch zugunsten der PC-Version eingestellt.

## Geschichte

### Frühphase
Elite war nicht das erste Spiel, das Flugsimulatoren ins Weltall verlegte. Erwähnenswerte Vorgänger dazu sind Star Raiders (1979), Space Shuttle: A Journey into Space (1982), Rendezvous: A Space Shuttle Simulation (1982), Namcos Space Encounters (1980) und verschiedene Sega-Titel, darunter das Arcade-Spiel Space Tactics (1980). Dessen Gehäuse war einem Cockpit nachempfunden und während der Spieler ein Fadenkreuz ausrichtete, um damit einen Laser auf Gegner abzufeuern, blieb der Bildschirm permanent in Bewegung, wodurch ein realistischer 3D-Effekt zustande kam. Astron Belt (1983) war das erste Laserdisc-Computerspiel, dessen Hintergrundgrafiken mit Hilfe von FMV-Sequenzen wiedergegeben wurde. Star Trek: Strategic Operations Simulator (1982) beinhaltete bereits fünf unterschiedliche Kontrollfunktionen, sechs Gegnertypen und 40 verschiedene Spiellevel, was es zu einem der umfangreichsten Vektorgrafik-Spiele machte, die jemals veröffentlicht wurden.
Weitere frühe Beispiele sind Taitos Space Seeker von 1981, Nasir Gebellis 1982 veröffentlichtes Horizon V für den Apple II, das eine der frühesten Radar-Funktionen besaß, und Zenith, das es dem Spieler ermöglichte, sein Schiff rotieren zu lassen; des Weiteren Bandais Mech-Spiele für den MSX-Heimcomputer aus dem Jahr 1984, zum einen Gundam: Last Shooting, das eine frühe Form der Cockpitansicht besaß, und Ginga Hyōryū Vifam, das eine freie Erkundung des Weltraum aus der Egoperspektive erlaubte, ein Radar besaß, das Flugziele und die Positionen von Spieler und Gegnern anzeigte, sowie einige frühe Physikeffekte simulierte, wenn etwa das Gravitationsfeld eines Planeten das Schiff des Spielers anzog.
Moderne Weltraum-Flugsimulation entstanden ab dem Zeitpunkt, an dem Heimcomputer genügend Rechenleistung bereitstellen konnten, um einfache Drahtgittermodelle in Echtzeit wiedergeben zu können. Das Spiel Elite gilt weitläufig als der Titel, der dem Genre zum Durchbruch verhalf, und zugleich „Weltraumhandel“ mit Flugsimulation verband. Obwohl es einige Vorläufer gab, übte vor allem Elite großen Einfluss auf spätere Spiele desselben Typs aus. Spiele mit Parallelen zu Elite wurden daher oftmals als „Elite-Klon“ bezeichnet.

### Elite

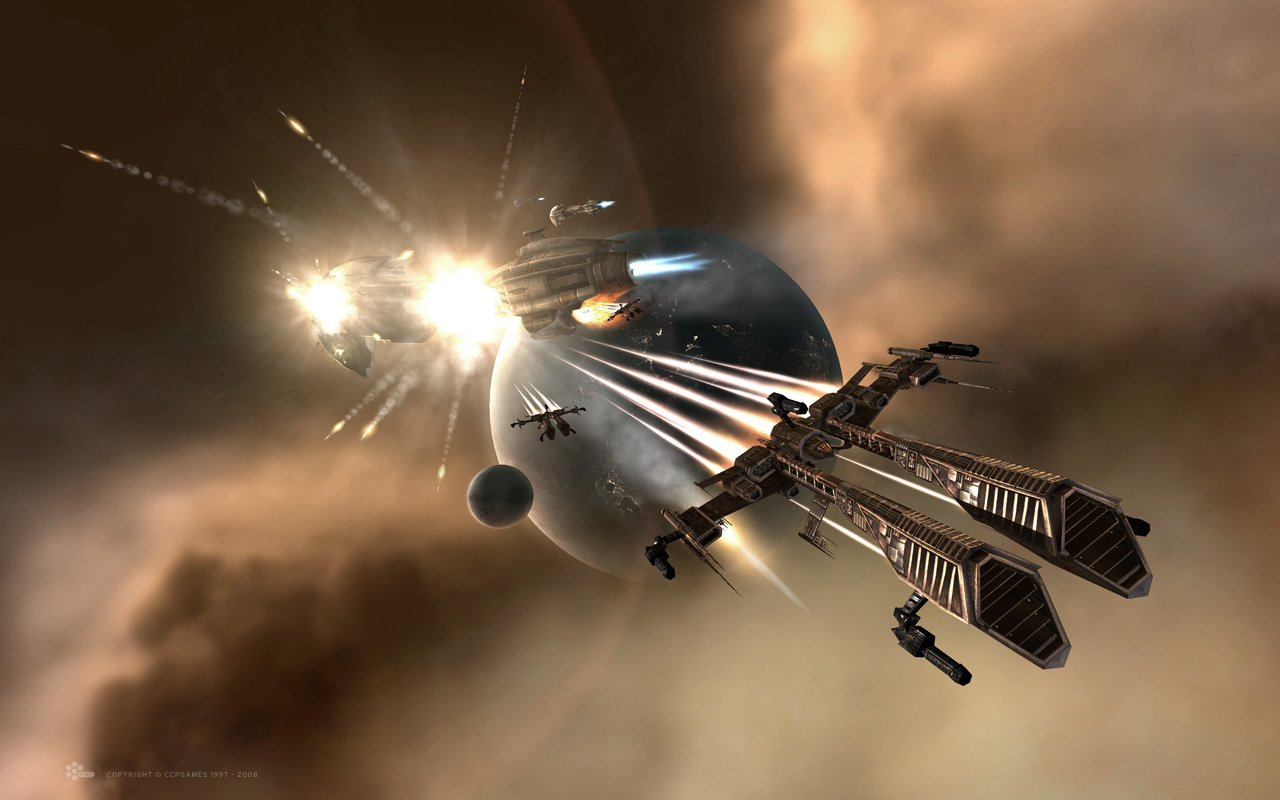
EVE Online, ein von Elite inspiriertes MMORPG: Fregatte der Rifter-Klasse attackiert ein Schlachtschiff der Armageddon-Klasse (Stand 2008)

Elite wurde 1984 veröffentlicht und war eines der ersten Spiele, das mit einer vollwertigen 3D-Optik aufwarten konnte. Es hatte weitreichenden Einfluss auf zahlreiche Entwickler weltweit, auch über die Genregrenzen hinaus. In mehreren Interviews nannten die Senior Producer von CCP Games Elite als eine der Inspirationsquellen für ihr MMORPG EVE Online. CCPs Thorolfur Beck bezeichnete Elite als das Spiel, das ihn in seiner Spielerzeit auf dem Commodore 64 am meisten fesselte. Die Entwickler von Jumpgate Evolution, Battlecruiser 3000AD, Infinity: The Quest for Earth, Hard Truck: Apocalyptic Wars und Flatspace nannten Elite ebenfalls als ihre Inspirationsquelle.
Elite wurde auf der Games Convention 2007 im Rahmen der Ausstellung Telespiele 1972-2007 als eines der 16 einflussreichsten Spiele der Spielegeschichte bezeichnet und war Bestandteil der Ausstellung Game on des Londoner Science Museum, konzipiert und durchgeführt durch die Barbican Art Gallery. 2000 führte IGN Elite in seinen "Top 25 PC Games of All Time" auf dem zwölften Platz, Times Online 2007 auf dem dritten Platz der einflussreichsten Spiele aller Zeiten, und bereits 1984 bezeichnete das Beebug Magazine das Spiel als das beste Spiel aller Zeiten für den BBC Micro. Elites Nachfolger, Frontier: Elite 2, erschien auf Platz 77 der "101 Best PC Games Ever" des Magazins PC Zone im Jahr 2007. Ähnliche Äußerungen und Wertschätzungen können der Berichterstattung regelmäßig entnommen werden.
Elite gehört zu den Titeln, zu den am häufigsten ein Remake gefordert wird, und es gibt Stimmen, die es bis heute für das beste Spiel seines Genres halten, an das neuere Titel – einschließlich seiner direkten Nachfolger – qualitätsmäßig nicht herankommen. Es wurde als Türöffner für spätere persistente Online-Welten, wie Second Life und World of Warcraft bezeichnet, und als das erste echte Open-End-Spiel. Bis heute gilt das lediglich 22 Kilobytes große und auf einer Diskette ausgelieferte Spiel als eines der ambitioniertesten Spiele aller Zeiten.

### Externe Einflüsse
Einige Tabletop- und Brettspiele wie Traveller oder Merchant of Venus behandelten ebenfalls Themen des Weltraumhandels oder -kampfes. Traveller beeinflusste die Entwicklung von Elite (beispielsweise heißt der Hauptcharakter in Traveller "Jamison", der von Elite "Jameson") und Jumpgate Evolution. Trade Wars und TradeWars 2002 waren frühe Spiele für den BBS Door, die Handel und Kämpfe im Weltraum behandelten und auf ihre Weise einflussreich waren.

### 1985 bis zu den frühen 1990er
Zu den Spielen, die nach Elite veröffentlicht wurden, zählen unter anderem The Halley Project (1985), Echelon (1987) und der Microsoft Space Simulator (1994). Star Luster, das 1985 für NES und Arcade-Automaten erschien, erlaubt die freie Weltraumerkundung über alle sechs Flugachsen (vor/zurück – rechts/links – hoch/runter), besaß eine Cockpit-Ansicht, ein Radar mit der Wiedergabe von Raumbasen und feindlichen Einheiten, die Fähigkeit, per Warp jeglichen Punkt auf einer Überblickssternenkarte schnell anzusteuern, und eine interne, fortlaufende Kalenderfunktion. Kidō Senshi Z-Gundam: Hot Scramble (1986) beinhaltete Raumkämpfe aus der Egoperspektive und vermittelte die Illusion der freien Bewegung über alle sechs Achsen. Arsys Softwares Star Cruiser (1988) für den NEC PC-8801 und Sega Mega Drive erschienen, beinhaltete Raumgefechte mit echter Bewegungsfreiheit über alle sechs Flugachsen und in einem riesigen, offenen Raum, der vollständig in Polygon-Grafik dargestellt wurde; des Weiteren eine Automap mit der Darstellung der Spielerposition und der von Feinden. Namcos StarBlade (1991) ist ein weiteres frühes Beispiel für 3D-Polygongrafiken in einer Weltraumkampfsimulation.

### Hochphase: Wing Commander, X-Wing, Freespace

Iconisches Logo der sehr erfolgreichen Wing-Commander-Serie

Mit der Veröffentlichung der von Chris Roberts für Origin Systems entwickelten Action-Kampfsimulation Wing Commander erlangte die Popularität des Genres ab 1990 einen Höhepunkt. Grafik- und Soundqualität des Spiels reizten die existierende Hardware aus. Die filmartige Inszenierung der Rahmenhandlung mit animierten Zwischensequenzen und einem verzweigten Missionsdesign, mit dem das Programm auf die Leistungen des Spielers während der Flugmissionen reagierte, vermittelte glaubhaft das Gefühl einer interaktiven Geschichte. Mit der Demonstration seiner technischen Möglichkeiten trug Wing Commander maßgeblich zum Erfolg des PCs als Spieleplattform bei, obwohl das Spiel auch auf zahlreiche andere Plattformen portiert wurde. Roberts konzentrierte sich in Folge immer stärker auf die Inszenierung seiner Handlung durch Zwischensequenzen, blieb aber auch technisch ein Trendsetter. Ihren Höhepunkt erreichte die Serie mit der Veröffentlichung des dritten und des vierten Teils in den Jahren 1994 und 1996, für die Roberts bei einem Budget von fünf beziehungsweise zwölf Millionen US-Dollar mit FMV-Sequenzen und Schauspielern arbeitete. Er engagierte unter anderem Star-Wars-Hauptdarsteller Mark Hamill, Malcolm McDowell, John Rhys-Davies und Thomas F. Wilson für die Hauptrollen des Spiels. Von der Erstveröffentlichung 1990 bis zum vorläufigen Serienende 1998 wurden in der Hauptreihe fünf Vollpreistitel mit vier Add-ons und einer Downloadkampagne, zwei Serienableger, die zweiteilige, stärker am Spielprinzip von Elite orientierte Handelssimulation Privateer, eine Zeichentrickserie und mehrere Buchromane veröffentlicht. 1999 erschien zudem eine von Chris Roberts gedrehte Realverfilmung mit Freddie Prinze junior in der Hauptrolle.
Konkurrenz bestand insbesondere zu der von LucasArts entwickelten Kampfsimulation X-Wing, der bis 2000 drei weitere Serienableger mit mehreren Erweiterungen folgten. 1997 veröffentlichte Infogrames den ersten Teil seiner zweiteiligen I-Wars-Serie für PC und Psygnosis brachte das eher arcade-lastige Colony Wars für die PlayStation heraus, dem 1998 und 2000 zwei weitere Teile folgten. 1998 erlangte Volition mit dem von Interplay Entertainment veröffentlichten Conflict: Freespace größere Aufmerksamkeit und konnte mit dem Titel einen kommerziellen Erfolg feiern. Der bereits im folgenden Jahr veröffentlichte Nachfolger Freespace 2 konnte jedoch trotz sehr guter Kritiken nicht an diesen Erfolg anknüpfen. Auch die Produkte anderer Konkurrenten erzielten in den Folgejahren nicht mehr den gleichen kommerziellen Erfolge wie gegen Anfang und Mitte des Jahrzehnts.

### Niedergang des Genres

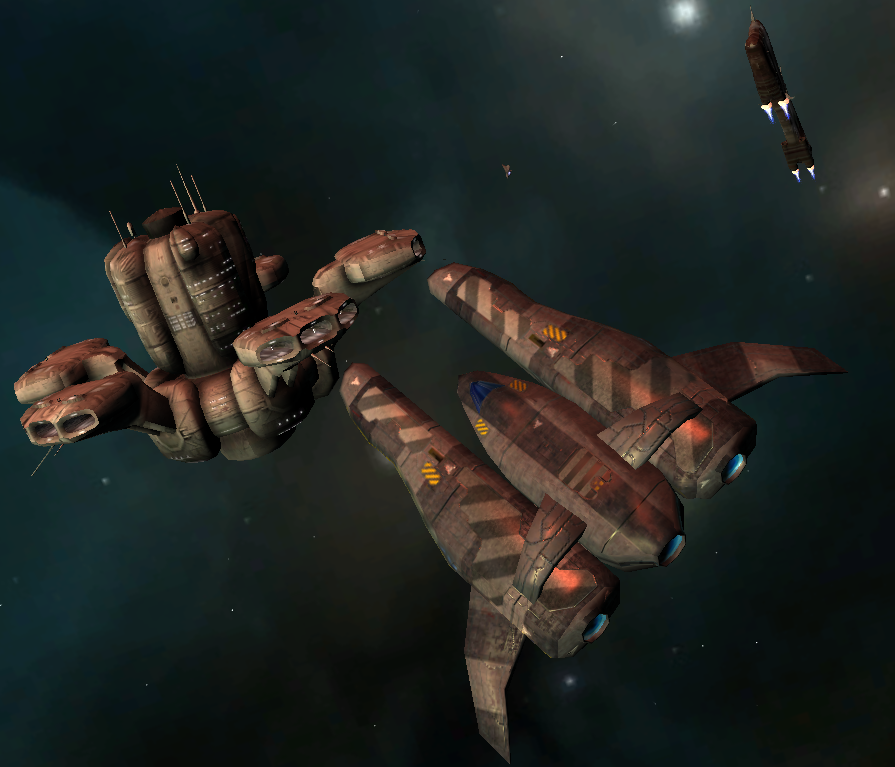
Vega Strike: Llama-Klasse Schiff demonstriert die Ausnutzung aktueller technischer Möglichkeiten: Normal Mapping auf der Außenhülle (Stand 2008)

Der scheinbare Niedergang der Weltraum-Flugsimulationen gegen Ende der 1990er ging einher mit dem Aufstieg der Echtzeit-Strategiespiele, Ego-Shooter und Computer-Rollenspiele, ausgelöst durch Spiele wie Command & Conquer, Doom oder Diablo und ihre jeweiligen Nachfolger oder Imitationen. Die Kernelemente wie offene Spielwelten, eine komplexe Steuerung und hohe Detailversessenheit, die die Weltraumsimulationen ausmachten, wurden zugleich als die Hauptgründe für ihren Niedergang bezeichnet.
Einen größeren Erfolg konnte noch einmal Chris Roberts mit seiner nach langer Verzögerung 2003 veröffentlichten Handelssimulation Freelancer feiern. Allerdings konnte diese dem Genre keine entscheidenden Impulse mehr vermitteln, genauso wenig wie der drei Jahre zuvor veröffentlichte Action-Ableger Starlancer. Dennoch konnten sich – teilweise abseits des Mainstream-Marktes – einige Franchises wie die X-Serie und das MMORPG EVE Online dauerhaft etablieren.
Im Open-Source-Bereich bilden FS2 Open und Vega Strike Plattformen für nicht-kommerzielle Projekte. So existieren Remakes von Elite (etwa Oolite) und Privateer auf Basis der Vega-Strike-Engine, sowie für Wing Commander auf Basis der Freespace-2-Engine.

### Neue Projekte ab 2013
Nach dem überraschenden Finanzierungserfolg des Adventureprojekts Broken Age durch Crowdfinanzierung im Februar/März 2012 gelang es auch mehreren Projekten für Weltraum-Flugsimulationen, sich mit Hilfe privater Unterstützer ein Entwicklungsbudget zu sichern. Insbesondere die Genreveteranen Chris Roberts und David Braben konnten Ende 2012/Anfang 2013 mit ihren Projekten Star Citizen und Elite: Dangerous größere Aufmerksamkeit und Geldsummen erzielen. Ebenfalls 2013 erschien das bereits seit 2011 in der Entwicklung befindliche Kerbal Space Program in Steams Early-Access-Programm, in dem das Spiel in seiner frühen Entwicklungsphase von Interessenten bereits erworben und gespielt werden konnte, wodurch gleichzeitig die Weiterentwicklung finanziert wurde. Seit März 2015 ist das Spiel in der Version 1.0 erhältlich. 2016 wurde das Spiel No Man’s Sky veröffentlicht, dessen Universum prozedural generiert wird.